# General Rivera
General Rivera – urugwajska kanonierka z końca XIX wieku, zamówiona i zbudowana w krajowej stoczni Arsenal Montevideo w Montevideo. Okręt został zwodowany w 1884 roku i wszedł w skład urugwajskiej marynarki wojennej w tym samym roku. Jednostka zatonęła w wyniku wewnętrznej eksplozji w 1903 roku.

## Projekt i budowa
„General Rivera” został zamówiony w urugwajskiej stoczni Arsenal Montevideo w Montevideo. Wodowanie odbyło się w 1884 roku .

## Dane taktyczno-techniczne
Okręt był kanonierką ze stalowym kadłubem o długości 35,86 metra i szerokości 6,35 metra . Wyporność normalna wynosiła 300 ton . Siłownię jednostki stanowiła maszyna parowa o mocy 360 KM . Prędkość maksymalna napędzanego jedną śrubą okrętu wynosiła 12 węzłów. Paliwo stanowił węgiel .
Na uzbrojenie artyleryjskie okrętu składały się dwa pojedyncze działa produkcji Kruppa: jedno kalibru 150 mm (5,9 cala) C/83 L/30 i jedno kalibru 57 mm (2,4 cala) .
Załoga okrętu składała się z 75 oficerów, podoficerów i marynarzy .

## Służba
Kanonierka została przyjęta w skład urugwajskiej marynarki wojennej w 1884 roku pod nazwą „General Rivera” . Okręt zatonął w wyniku wewnętrznej eksplozji w październiku 1903 roku .